# Schwefingen
Schwefingen ist eine Gemeinde im heutigen Landkreis Emsland in Niedersachsen. Politisch gehört Schwefingen zur Stadt Meppen. Schwefingen liegt an der Ems und ist Teil des Naturparks Moorveenland.
Das Leben wird stark von der Gemeinschaft geprägt, was sich deutlich im Sportverein widerspiegelt, da dieser von vielen Ehrenamtlichen unterstützt wird. Trotz der geringen Einwohnerzahl gibt es viele aktive Mitglieder im Sport- und Schützenverein.
Ortsvorsteher ist Johannes Vieting.
Vereine
- Sportverein Sportfreunde Schwefingen (ca. 600 Mitglieder),
- Schützenverein St. Josef Schwefingen Varloh (ca. 400 Mitglieder)

## Namensherkunft
Der Name des Dorfes stammt aus dem späten Mittelalter. In der Vergangenheit tauchte er auch als „Svevinge“ oder „Sweuinge“ auf. Auf die Endung „ingen“ stößt man bei vielen Ortsnamen, wie zum Beispiel auch bei Lingen oder Teglingen. Sie bedeutet Ort oder Dorf.

## Geschichte
Am 1. März 1974 wurde Schwefingen in die Kreisstadt Meppen eingegliedert.

## Einwohnerentwicklung
| Jahr | Einwohner |
| ---- | --------- |
| 1821 | 128       |
| 1848 | 120       |
| 1871 | 111       |
| 1885 | 94        |
| 1905 | 106       |

| Jahr | Einwohner |
| ---- | --------- |
| 1925 | 103       |
| 1933 | 139       |
| 1939 | 207       |
| 1946 | 213       |
| 1950 | 204       |

| Jahr | Einwohner |
| ---- | --------- |
| 1956 | 190       |
| 1961 | 216       |
| 1971 | 309       |
| 2005 | 442       |
| 2007 | 451       |

## Persönlichkeiten
- Heinrich Lackmann (1927–2014), katholischer Theologe und Bibliothekar